# Brampton en le Morthen
Brampton en le Morthen är en by i civil parish Thurcroft, i distriktet Rotherham, i grevskapet South Yorkshire i England. Byn är belägen 8 km från Rotherham. Brampton en le Morthen var en civil parish 1866–1923 när blev den en del av Thurcroft. Civil parish hade 1 170 invånare år 1921. Byn nämndes i Domedagsboken (Domesday Book) år 1086, och kallades då Brantone.